# 강진논쟁
강진논쟁(姜陳論爭)이란 2002년 민선 3기 서울특별시장선거 당시 민주당 후보 김민석과 민주노동당 후보 이문옥 중 누가 더 후보로서 적절한가를 두고 강준만과 진중권이 벌인 일련의 논쟁이다. 두 사람의 성을 따서 강진논쟁이라 일컬으며, 두 논객이 각각 지지했던 김민석과 이문옥의 이름을 따 옥석논쟁이라고도 한다. 안티조선 운동 동지로 돈독한 관계였던 진중권과 강준만은 이 논쟁으로 인해 완전히 척을 지게 되었다. 한편 2002년 서울시장 선거 결과는 두 논객이 지지한 후보가 아닌 이명박이 당선되었다.